# Josip Adamček
Josip Adamček (Kisújlak, 1933. március 13. – Zágráb, 1995. december 25.) horvát történész, akadémikus, egyetemi tanár.

## Élete
Josip Adamček 1933-ban született az Eszék melletti Kisújlakon. Általános iskolai tanulmányait szülőfalujában végezte. Gimnáziumba előbb Pozsegára, majd Eszékre járt és ott érettségizett 1953-ban. Felsőfokú tanulmányait a Zágrábi Egyetem Filozófiai Karán végezte történelem szakon, ahol 1959-ben diplomázott. 1977-ben a Zágrábi Egyetem Filozófiai Karán doktorált. Doktori disszetációját „Agrarni odnosi u Hrvatskoj od sredine XV. do kraja XVIII. stoljeća” (Agrárviszonyok Horvátországban a 15. század közepétől a 18. század végéig) címmel írta, melynek kiegészített és bővített változata 1980-ban könyv alakban is megjelent. 1961-től adjunktus, 1978-tól egyetemi docens, 1983-tól pedig a történelem tanszék rendes tanára volt. 1991-től a Horvát Tudományos és Művészeti Akadémia rendes tagja, 1977 és 1981 között a Horvát Történelmi Társaságok Szövetségének elnöke. 1977-től 1986-ig a Történettudományi Központ horvát történelem tanszékének vezetője. Az 1980-as években a „Kaj” című folyóirat főszerkesztője és a „Kajkavskog spravišča” elnöke volt. 1995-ben hunyt el Zágrábban.

## Munkássága
Az Észak-Horvátországi parasztság agrárviszonyait és társadalmi mozgalmait tanulmányozta a késő középkortól 1848-ig. A témát hosszú évekig kutatta a hazai és a bécsi, valamint a budapesti levéltárakban. Ebben a témakörben az 1960-as évek vége és az 1970-es évek közepe között nagyszámú cikket és vitairatot írt hazai és külföldi történelmi folyóiratokba. Ezen munkái egy részét az 1987-ben Zágrábban megjelent „Bune i otpori: seljačke bune u Hrvatskoj u XVII. stoljeću” (Lázadások és ellenállások: parasztfelkelések Horvátországban a 17. században) című könyvében foglalta össze. Harminc esztendei munkásságának eredményeit két monográfiában összegezte. Az egyik a már említett „Agrarni odnosi u Hrvatskoj od sredine XV. do kraja XVIII. stoljeća” (Argárviszonyok Horvátországban a 15. század közepétől a 18. század végéig), amely sokáig alapműnek számított a kora újkori Horvátország társadalmi és gazdasági viszonyainak kutatásában, míg a másik az 1968-ban Zágrábban megjelent „Seljačka buna 1573” (Az 1573-as parasztfelkelés), amely a legismertebb horvát parasztfelkelést elsősorban gazdasági szenpontból tárgyalja. 1976-ban jelent meg Ivan Kampušprofesszorral közösen írt „Popisi i obračuni poreza u Hrvatskoj u XV i XVI stoljeću” (Népesség és adóösszeírások Horvátországban a 15. és a 16. században). Több szerzővel közösen írta a „Seljačke bune u Hrvatskoj u XVII. stoljeću” (Parasztfelkelések Horvátországban a 17. században) című, 1987-ben megjelent művet.

## Fő művei
- Seljačka buna 1573., 1968.
- Popisi i obračuni poreza u Hrvatskoj u XV i XVI stoljeću, 1976. (társszerző: Ivan Kampuš)
- Agrarni odnosi u Hrvatskoj od sredine XV. do kraja XVIII. stoljeća, 1980.
- Bune i otpori: seljačke bune u Hrvatskoj u XVII. stoljeću, 1987.

## Emlékezete
2009-ben Josip Adamček emlékkönyvet adtak ki kortárs történészek munkáival.